# NGC 2793
NGC 2793 ist eine Balken-Spiralgalaxie vom Hubble-Typ SBm im Sternbild Luchs am Nordsternhimmel. Sie ist schätzungsweise 74 Millionen Lichtjahre von der Milchstraße entfernt und hat einen Durchmesser von etwa 25.000 Lj.

Gemeinsam mit NGC 2778, NGC 2779, NGC 2780, NGC 2859 bildet sie die NGC 2859-Gruppe.
Das Objekt wurde am 6. März 1828 von dem britischen Astronomen John Herschel entdeckt.